# Entre Ángeles y Demonios
Entre Ángeles y Demonios es el tercer disco de estudio de la banda chilena de rock Libra, lanzado el 31 de diciembre de 2010 a través de Bolchevique Records.
El primer sencillo del disco es “Somos Dos”, y fue lanzado el 25 de octubre de 2010 mediante el Facebook, MySpace y página oficial de Libra.
El segundo sencillo es "Todo El Poder". Fue anunciado el 10 de abril de 2012 en el Facebook oficial y el día 5 de septiembre fue presentado el video de forma oficial.

## Lista de canciones
Todas las canciones por César Ascencio y Jaime Fernández

| N.º | Título                             | Duración |  |
| 1.  | «Somos Dos»                        | 3:31     |  |
| 2.  | «Tu Minuto De Paz»                 | 3:23     |  |
| 3.  | «Como Un Sueño»                    | 3:02     |  |
| 4.  | «Siempre Estaré Acá»               | 5:26     |  |
| 5.  | «Todo El Poder»                    | 3:37     |  |
| 6.  | «La Calma (Interludio)»            | 1:50     |  |
| 7.  | «El Puñal (…En El Fuego Renaceré)» | 5:14     |  |
| 8.  | «Ángel Y Demonio»                  | 6:14     |  |
| 9.  | «Respira (Interludio)»             | 1:37     |  |
| 10. | «Bajo Fuego»                       | 4:44     |  |
| 11. | «Sobre El Vacío»                   | 6:21     |  |
| 12. | «Demonio»                          | 4:13     |  |
| 13. | «Mixcoac (Interludio)»             | 1:30     |  |
| 14. | «Animal»                           | 4:49     |  |
| 15. | «Fenómeno»                         | 4:21     |  |
| 16. | «Invisibles»                       | 8:00     |  |

## Personal
- Jaime Fernández  – Voz
- César Ascencio  –  Guitarra, piano, Hammond y sintetizador
- Cristóbal Orozco  –  Batería y percusión

### Músicos invitados
- Luis Lemus  –  Contrabajo y Dirección de Cuerdas
- Rodrigo Galarce  –  Contrabajo
- Víctor Muñoz  –  Primer Violín
- Paloma Soto  –  Segundo Violín
- Alberto Lemus  –  Viola
- Beatriz Lemus  –  Chelo
- Viviana Vega   –  Voz en “Sobre El Vacío” y Mixcoac (Interludio)
- Rodrigo Galarce  –  Contrabajo en “Como Un Sueño
- Ra Díaz  –  Bajo en “Fenómeno”
- DJ Vix   –  Sintetizador adicional en “Demonio”
- Daniela Aleuy  –  Coros en "Siempre Estaré Acá", "Fenómeno", "Invisibles" y "Animal"
- Max Cueto, Juan Francisco Olea, Fernando Costa, Pablo Elorrieta, Caro Fernández   –  Coros en “Tu Minuto De Paz”
- Carla Santana, Diego Bravo, Alejandra Mardones, Paulo Vargas, Josefa Toledo, Andrea Fuentes, Pamela Arenas, María Jose Herreros, Jaime Reyes, Jorge Burgos, Miguel Jaque, Cristóbal Muñoz, Francisco Díaz  –  Coros Finales en "En El Fuego Renaceré"

## Producción
- Producido, Grabado y Mezclado por: César Ascencio
- Grabación adicional y asistente: Jahziel Smith
- Asistente Estudio: Marcial Ugalde
- Asistente Estudio: Claudio Pavez
- Tracks 1,2,6,7,10,14,15 Masterizado por: Joaquín García
- Tracks 3,4,5,8,9,11,12,13,16 Masterizado por: César Ascencio
- Dirección de Arte y Diseño: Fernando Costa, Fauna Diseño
- Ilustración Portada: Alberto Lemus
- Fotografía Banda: Jorge Luis González

## Datos
- El 31 de diciembre se lanzó una Edición Limitada (Digipak) del disco. Aún se puede comprar en venta directa en las oficinas del sello discográfico Bolchevique Records
- Como curiosidad, es el único disco que no tiene el logo de la banda en el diseño.

- Datos: Q5834436